# Hrabstwo Alexander (Illinois)

Piramida wieku hrabstwa

Hrabstwo Alexander - hrabstwo w USA, w stanie Illinois, według spisu z 2000 roku liczba ludności wynosiła 9 590. Siedzibą hrabstwa jest Cairo.

## Historia
Hrabstwo Alexander zostało wydzielone z hrabstwa Union w 1819 roku. Zostało nazwane od Williama M. Alexandera, który był mówcą w radzie stanu Illinois w 1822 roku.

## Geografia
Według spisu hrabstwo zajmuje powierzchnię 654 km², z czego 612 km² stanowią lądy, a 42 km² (6,40%) stanowią wody.

### Sąsiednie hrabstwa
- Hrabstwo Union - północ
- Hrabstwo Ballard w Kentucky - wschód
- Hrabstwo Pulaski - wschód
- Hrabstwo Mississippi w Missouri - południe
- Hrabstwo Scott w Missouri - zachód
- Hrabstwo Cape Girardeau - północny zachód

## Demografia
Według spisu z 2000 roku hrabstwo zamieszkuje 9 590 osób, które tworzą 3 808 gospodarstw domowych oraz 2 475 rodzin. Gęstość zaludnienia wynosi 16 osób/km². Na terenie hrabstwa jest 4 591 budynków mieszkalnych o częstości występowania wynoszącej 8 budynków/km². Hrabstwo zamieszkuje 62,98% ludności białej, 34,90% ludności czarnej, 0,28% rdzennych mieszkańców Ameryki, 0,36% Azjatów, 0,02% mieszkańców Pacyfiku, 0,54% ludności innej rasy oraz 0,91% ludności wywodzącej się z dwóch lub więcej ras, 1,44% ludności to Hiszpanie, Latynosi lub inni.
W hrabstwie znajduje się 3 808 gospodarstw domowych, w których 30,00% stanowią dzieci poniżej 18 roku życia mieszkający z rodzicami, 44,10% małżeństwa mieszkające wspólnie, 17,50% stanowią samotne matki oraz 35,00% to osoby nie posiadające rodziny. 32,30% wszystkich gospodarstw domowych składa się z jednej osoby oraz 15,30% żyję samotnie i ma powyżej 65 roku życia. Średnia wielkość gospodarstwa domowego wynosi 2,36 osoby, a rodziny wynosi 2,99 osoby.
Przedział wiekowy populacji hrabstwa kształtuje się następująco: 25,80% osób poniżej 18 roku życia, 7,70% pomiędzy 18 a 24 rokiem życia, 26,60% pomiędzy 25 a 44 rokiem życia, 22,90% pomiędzy 45 a 64 rokiem życia oraz 16,90% osób powyżej 65 roku życia. Średni wiek populacji wynosi 38 lat. Na każde 100 kobiet przypada 98,60 mężczyzn. Na każde 100 kobiet powyżej 18 roku życia przypada 96,20 mężczyzn.
Średni dochód dla gospodarstwa domowego wynosi 26 042 dolarów, a średni dochód dla rodziny wynosi 31 824 dolarów. Mężczyźni osiągają średni dochód w wysokości 29 133 dolarów, a kobiety 18 966 dolarów. Średni dochód na osobę w hrabstwie wynosi 16 084 dolarów. Około 21,20% rodzin oraz 26,10% ludności żyje poniżej minimum socjalnego, z tego 38,60% poniżej 18 roku życia oraz 14,80% powyżej 65 roku życia.

## Miasta
- Cairo
- Olive Branch (CDP)

## Wioski
- East Cape Girardeau
- McClure
- Tamms
- Thebes